# Propebela
Propebela là một chi ốc biển, là động vật thân mềm chân bụng sống ở biển trong họ Conidae, họ ốc cối.

## Các loài
Các loài thuộc chi Propebela bao gồm:
- Propebela alaskensis (Dall, 1871)[2]
- Propebela alitakensis (Dall, 1919)[3]
- Propebela angulosa (G. O. Sars, 1878)[4]
- Propebela arctica (Adams, 1855)[5]
- Propebela areta (Bartsch, 1941)[6]
- Propebela assimilis (Sars G. O., 1878)[7]
- Propebela bergensis (Friele, 1886)[8]
- Propebela cancellatus (Mighels & Adams, 1842)[9]
- Propebela cassis Bogdanov, 1989[10]
- Propebela concinnula (A. E. Verrill, 1882)[11]
- Propebela delicata (Okutani, 1964)[12]
- Propebela diomedea Bartsch, 1944[13]
- Propebela eurybia (Bartsch, 1941)[14]
- Propebela exarata (Møller, 1842)[15]
- Propebela fidicula (Gould, 1849)[16]
- Propebela golikovi (Bogdanov, 1985)[17]
- Propebela goryachevi Bogdanov, 1989[18]
- Propebela harpularia (Couthouy, 1838)[19]
- Propebela hinae Okutani, 1968[20]
- Propebela kyurokusimana (Nomura & Hatai, 1940)[21]
- Propebela lateplicata (Strebel, 1905)
- Propebela margaritae (Bogdanov, 1985)[22]
- Propebela marinae Bogdanov, 1989[23]
- Propebela miona (Dall, 1919)[24]
- Propebela mitrata (Dall, 1919)[25]
- Propebela monterealis (Dall, 1919)[26]
- Propebela nivea Okutani, 1968[27]
- Propebela nobilis (Møller, 1842)[28]
- Propebela pitysa (Dall, 1919)[29]
- Propebela popovia (Dall, 1919)[30]
- Propebela pribilova (Dall, 1919)[31]
- Propebela profunda Castellanos & Landoni, 1993[32]
- Propebela profundicola Bartsch, 1944[33]
- Propebela rassina (Dall, 1919)[34]
- Propebela rathbuni (Verrill, 1882)[35]
- Propebela reticulata [36]
- Propebela rufa (Montagu, 1803)[37]
- Propebela rugulata (Reeve, 1846)[38]
- Propebela scalaris (Møller, 1842)[39]
- Propebela scalaroides (Sars G. O., 1878)[40]
- Propebela siogamaensis (Nomura & Zinbo, 1940)[41]
- Propebela smithi Bartsch, 1944[42]
- Propebela spitzbergensis (Friele, 1886)[43]
- Propebela subturgida (Verrill, 1884)[44]
- Propebela subvitrea (Verrill, 1884)[45]
- Propebela svetlanae Bogdanov, 1989[46]
- Propebela terpeniensis Bogdanov, 1989[47]
- Propebela turricula (Montagu, 1803)[48]
- Propebela variabilis Bogdanov, 1990[49]
- Propebela venusta Okutani, 1964[50]
- Propebela verrilli Bogdanov, 1989[51]

Synonymized species
- Propebela bigranulosa Okutani, 1964: đồng nghĩa của Mioawateria bigranulosa (Okutani, 1964)
- Propebela exquisita Bartsch, 1941: đồng nghĩa của Oenopota exquisita (Bartsch, 1941)
- Propebela gouldii [52]: đồng nghĩa của Propebela rugulata
- Propebela plicata Okutani, 1964: đồng nghĩa của Plicisyrinx plicata (Okutani, 1964)
- Propebela pygmaea (Verrill, 1882)[53]: đồng nghĩa của Curtitoma ovalis (Friele, 1877)
- Propebela viridulum (Fabricius, 1780)[54]: đồng nghĩa của Admete viridula (Fabricius, 1780)